# Camaleão-pantera
Camaleão-pantera (Furcifer pardalis) é uma espécie de camaleão nativa de Madagascar. Populações introduzidas também são encontradas nas ilhas Reunião e Maurícia, cerca de 500 quilômetros a leste de Madagascar. Sua dieta é composta por artrópodes como grilos, larvas de moscas e baratas. Pesquisas empreendidas por Michel Milinkovitch, da Universidade de Genebra, propõem que o camaleão-pantera é um termo que indica 11 espécies distintas, em vez de apenas uma.

## Descrição
Sua coloração varia naturalmente de acordo com a localização geográfica (temperatura, clima e luz) em que se encontra. Os machos são os mais coloridos, enquanto as fêmeas, normalmente, podem ser encontradas em tons marrons, com toques em pêssego, rosa ou laranja.
Essa não é a única diferença física entre os desta espécie. Quanto ao tamanho, as fêmeas levam a desvantagem de medir a metade do que os machos medem (esses podem crescer até 50 centímetros de comprimento), e quanto ao tempo de vida, elas também ficam para trás, durando cerca de 2 ou 3 anos, e eles ultrapassando os 10 anos. A morte precoce delas se da ao grande estresse que sofrem após carregarem os ovos.
Sua língua é especializada em prender insetos em sua superfície e é disparada a 1600 km/h. Sua extremidade é repleta de muco.

## Comportamento
Como a maioria das espécies de sua família, estes camaleões são bem territoriais. Exceto durante o período reprodutivo, vivem isolados. Quando dois machos entram em contato, automaticamente suas cores mudam e seus corpos inflam, com o objetivo de afirmar o seu domínio. Posteriormente, o perdedor recua e ambos voltam às suas cores normais.

## Reprodução
O acasalamento ocorre durante todo o ano, porém, na costa leste de Madagascar, costuma acontecer durante a primavera e o verão (de outubro a março). Os machos cortejadores exibem um clareamento de cores, com coloração listrada, destacando-se (semelhante em exibições territoriais a machos rivais) e começam a sacudir a cabeça verticalmente quando uma fêmea aparecer.
A cópula dura de 10 a 30 min. As fêmeas retêm esperma por dois ou mais ciclos férteis.
As fêmeas desta espécie, após o acasalamento, mudam de cor para sinalizar que não querem acasalar, de modo a adquirirem coloração escura com listras cor-de-rosa ou alaranjadas. São postos de 10 a 40 ovos por desova, que demoram de 5 a 14 meses para eclodir. A maturidade sexual é alcançada entre o quinto e o sétimo mês de vida.

## Cativeiro
Para os criadores de répteis é interessante saber que estes animais requerem um ambiente bem aquecido, iluminado e úmido, parecido com o de uma selva.

## Galeria

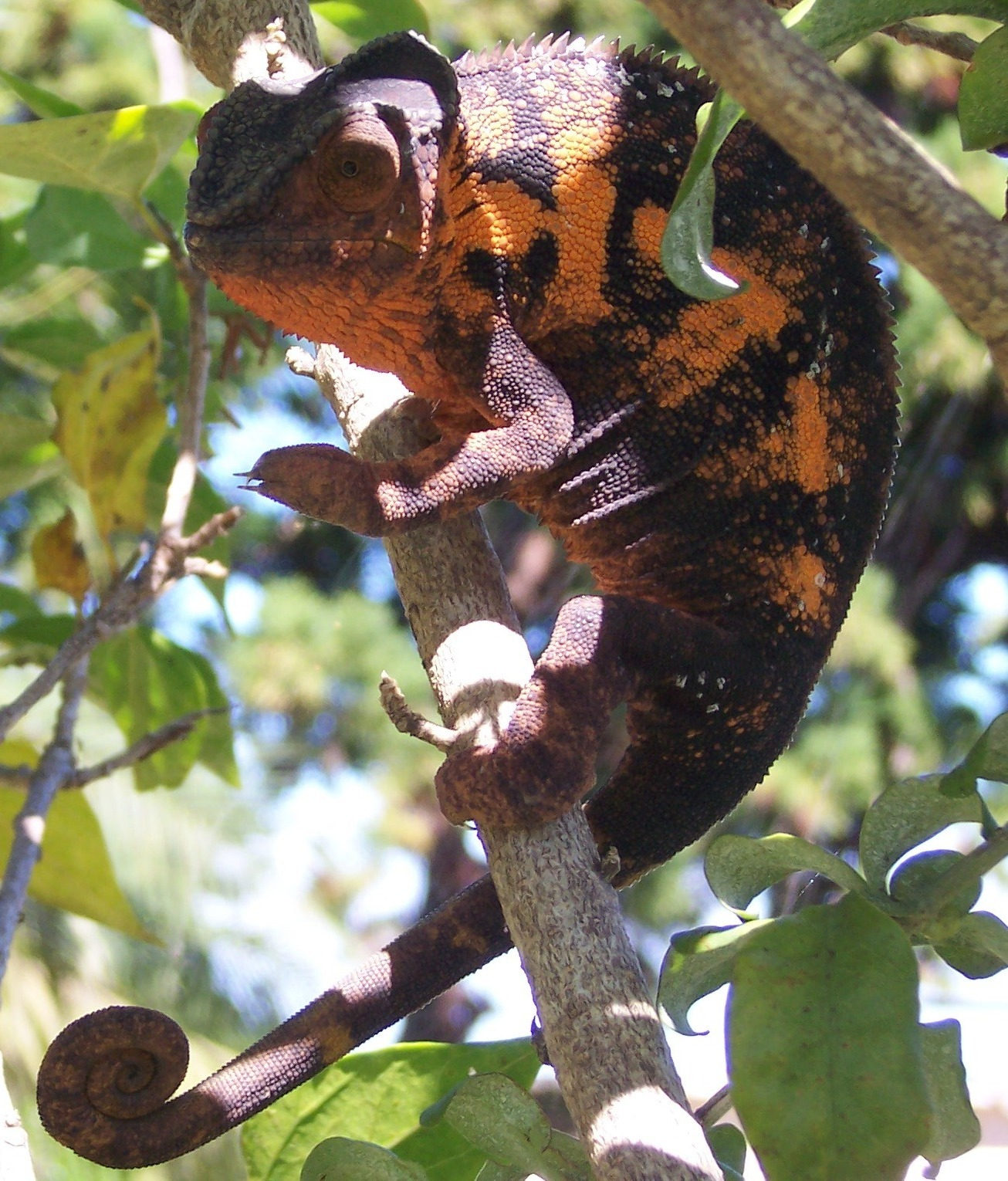
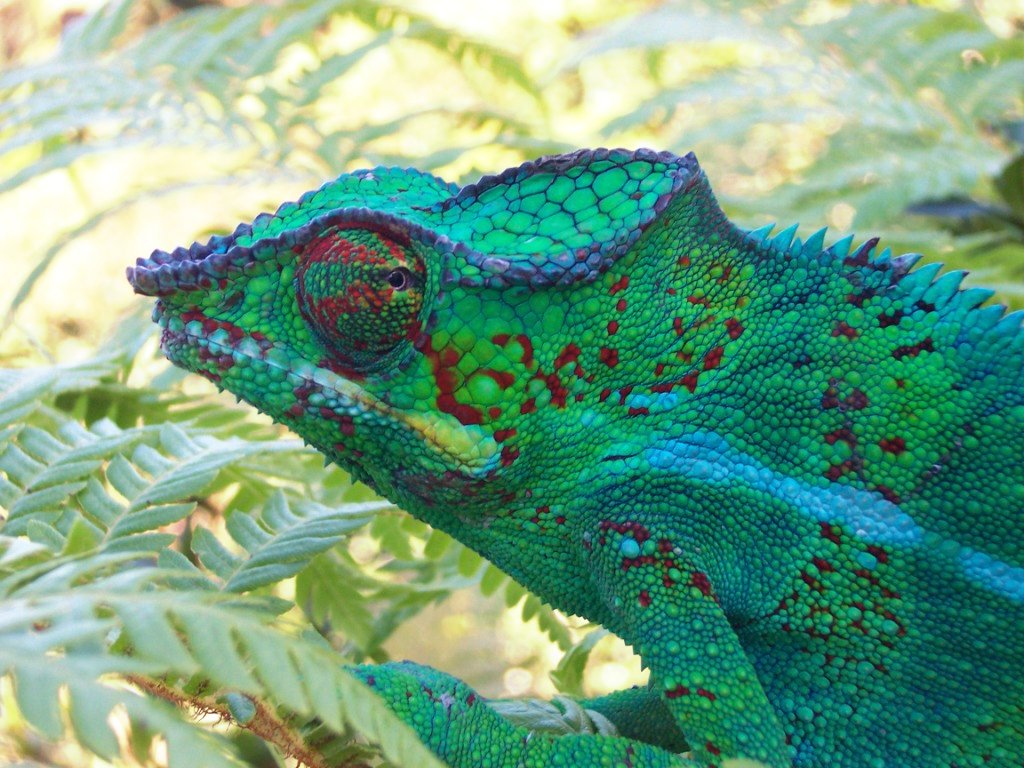
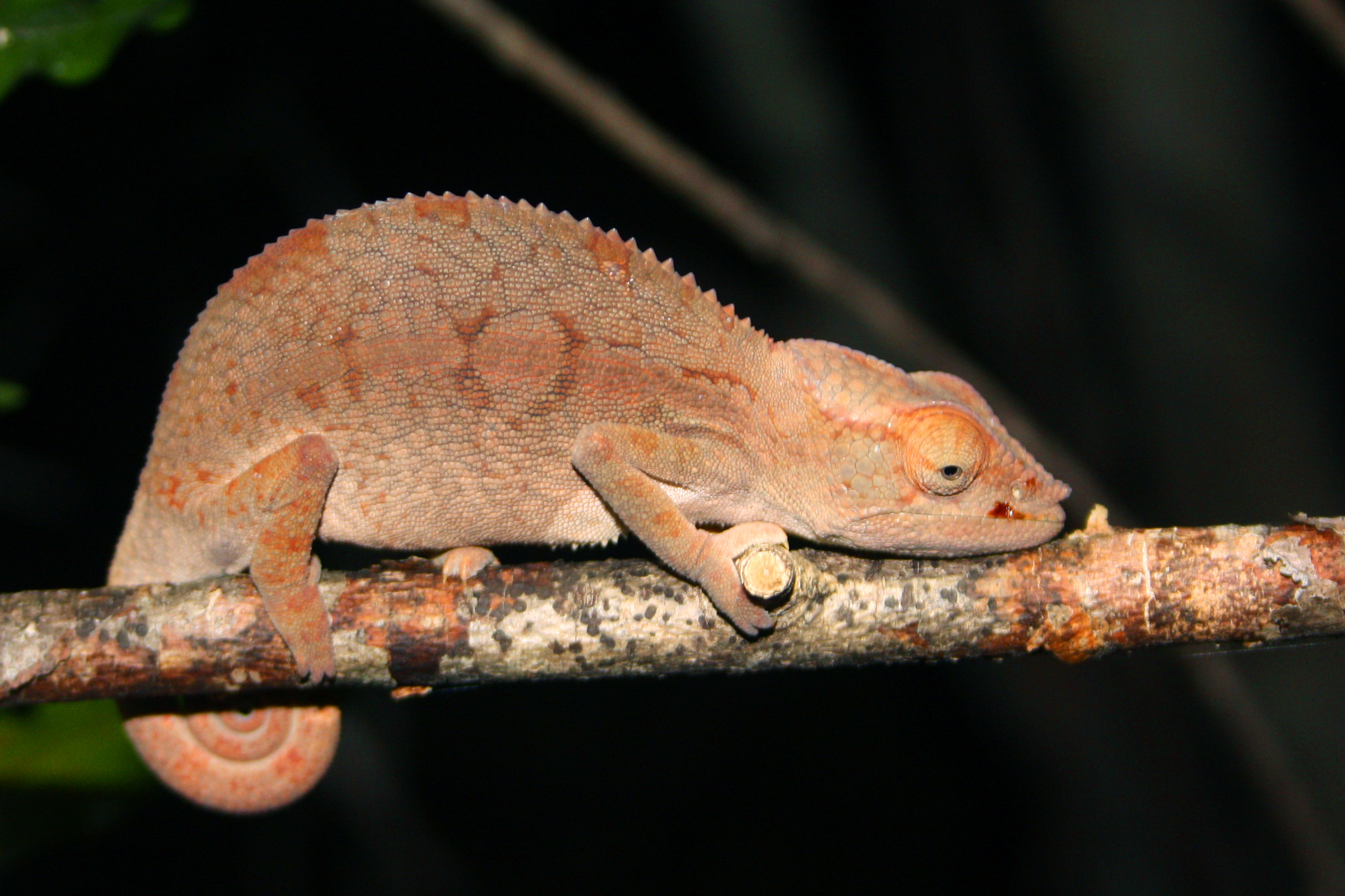
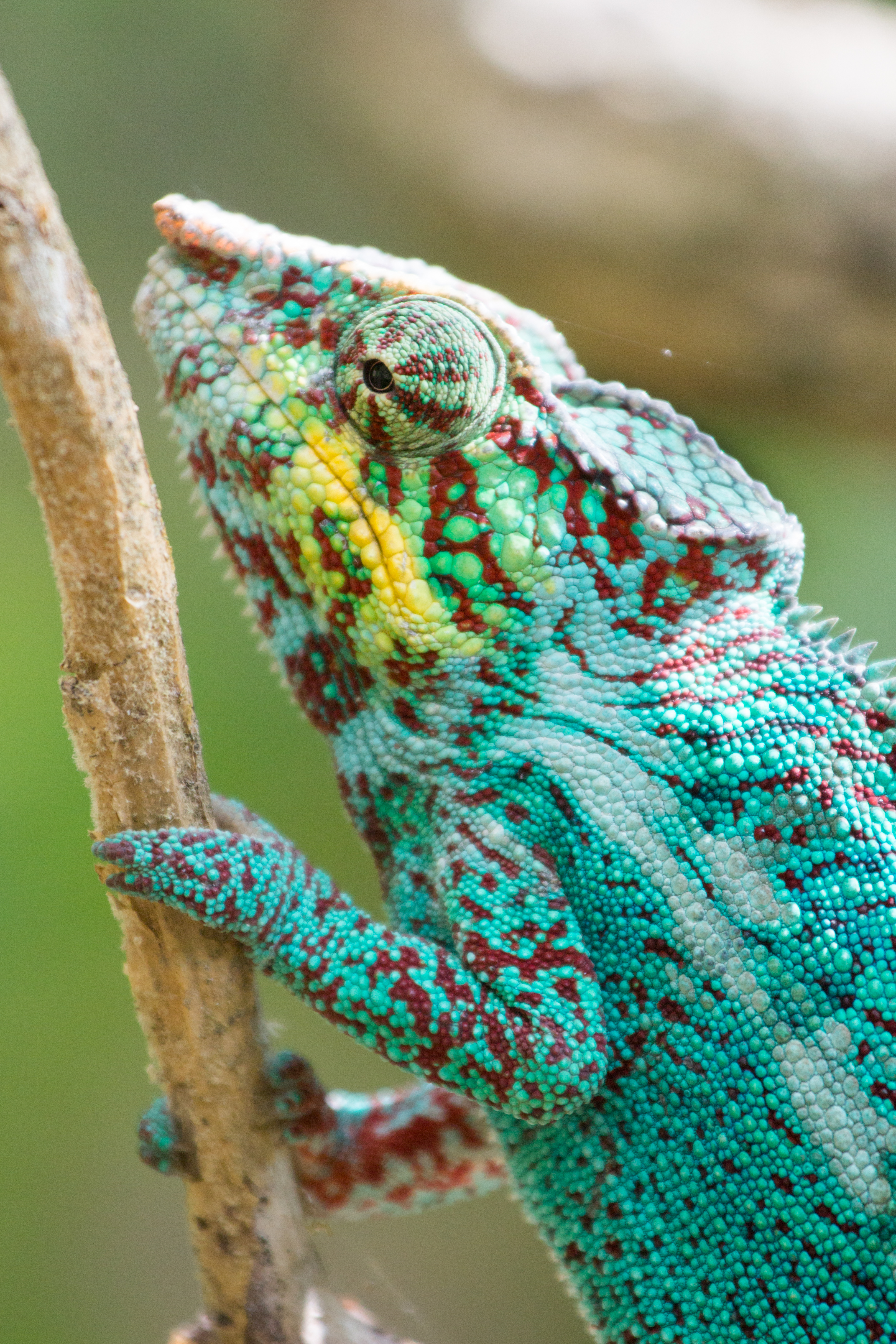
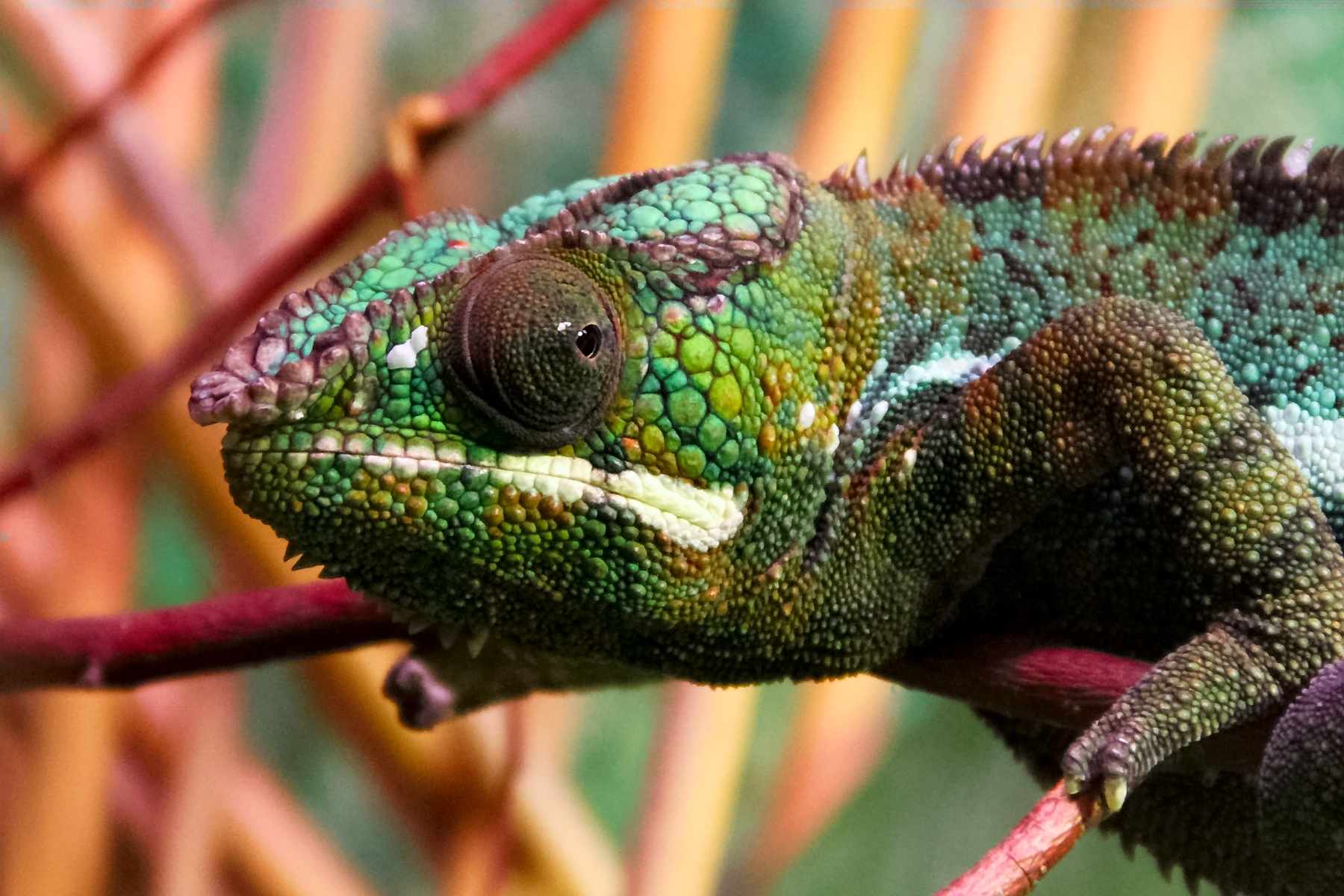
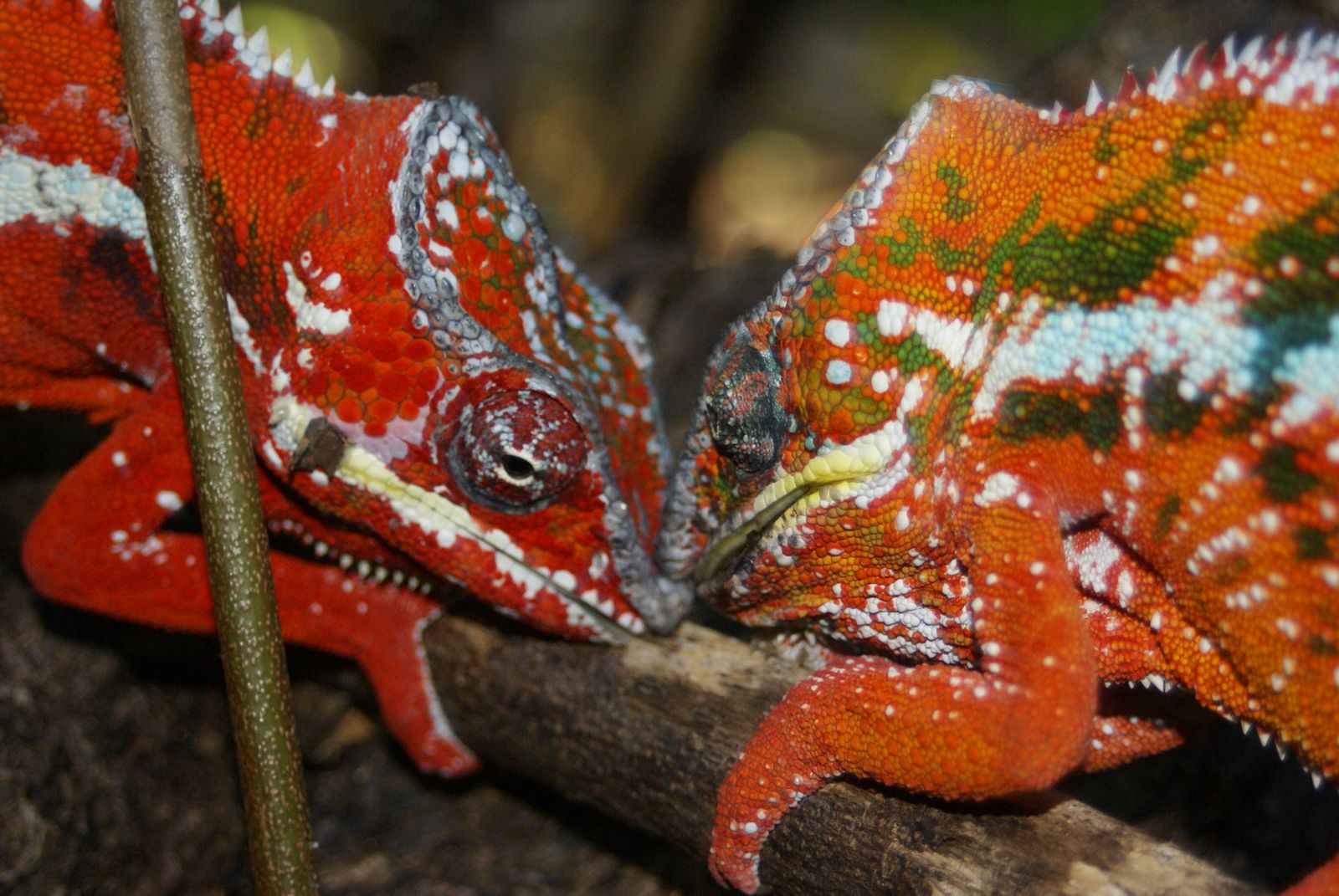
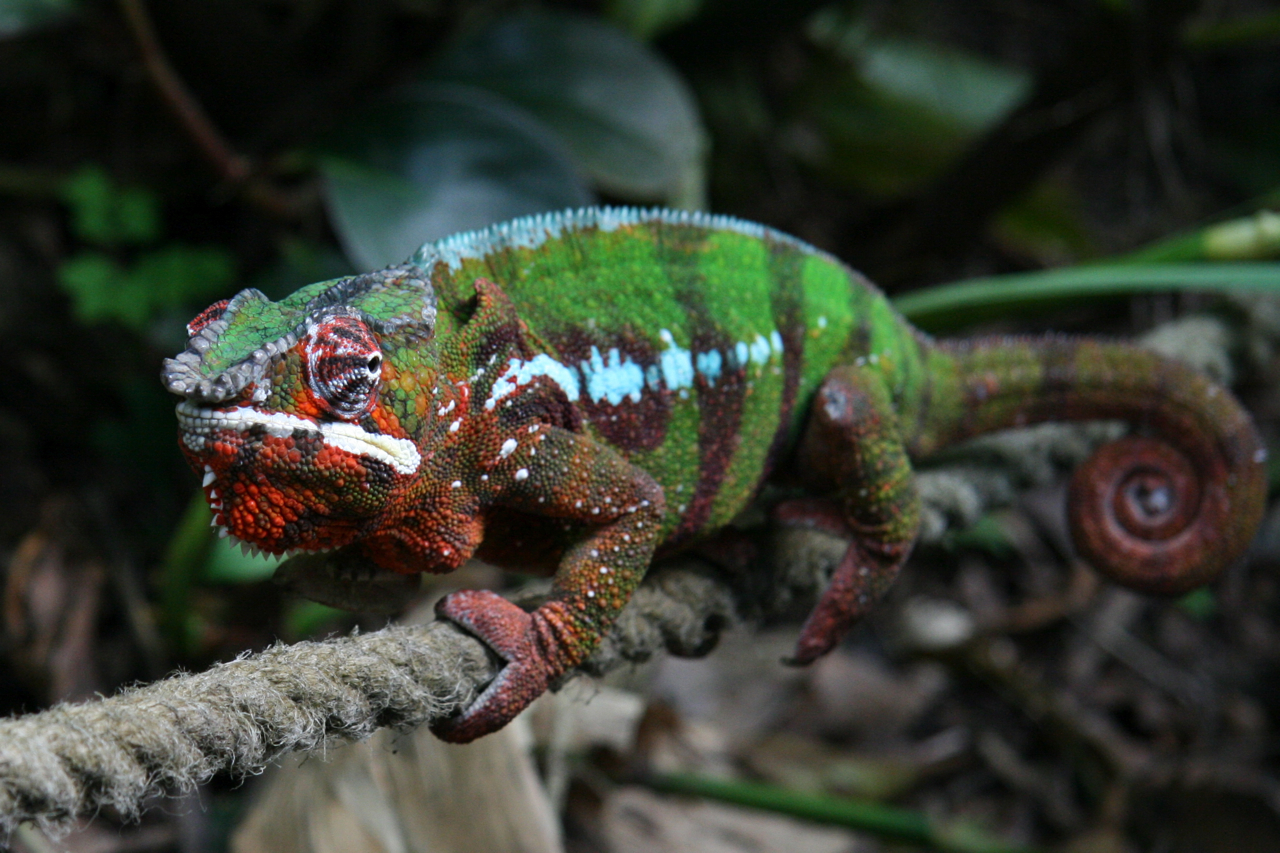